# Glenn Ivey
Glenn Frederick Ivey (Chelsea, 27 febbraio 1961) è un politico statunitense, membro della Camera dei rappresentanti per il Maryland dal 2023.

## Biografia
Nato a Chelsea, nel Massachusetts, Glenn Ivey cresce a Rocky Mount, nella Carolina del Nord, dove viveva gran parte della sua famiglia allargata e sua madre lavorava come prima insegnante nera in una scuola tutta bianca. I suoi parenti più stretti si trasferirono in seguito a Dale City, in Virginia, dopo che suo padre trovò lavoro presso il Dipartimento del Lavoro degli Stati Uniti. Si è poi laureato con lode all'Università di Princeton, dove ha conseguito anche una laurea specialistica in politica nel 1983. Nel 1986, ha conseguito una laurea in giurisprudenza presso l'Università di Harvard.
Nel 1989 venne assunto dal Dipartimento della giustizia a rivestire la carica di assistente procuratore generale.
Dopo aver tentato di candidarsi per il 4º distretto del Maryland al Congresso statunitense senza successo nel 2012 e nel 2016, riuscì ad essere eletto nel 2022 ed entrando in carica l'anno successivo.